# Stefan Czapsky
Stefan Czapsky (* 15. Dezember 1950 in Oldenburg, Deutschland) ist ein deutsch-amerikanischer Kameramann ukrainischer Abstammung.

## Leben
Stefan Czapsky wurde als Sohn ukrainischer Emigranten in Oldenburg Deutschland geboren. Seine Familie zog weiter in die Vereinigten Staaten, wo sie sich in Cleveland, Ohio niederließen. Nachdem Czapsky in der ortsansässigen Case Western Reserve University seinen Abschluss in Filmgeschichte und -kritik machte, wechselte er zur Columbia University, wo er im Bereich Film graduierte.
Nachdem er 1976 in den beiden Filmen Gang Wars und God Told Me To Paul Glickman bei der Kameraarbeit assistierte, verblieb Czapsky nahezu ein Jahrzehnt Assistent in unterschiedlichsten Rollen, bevor er 1986 erstmals im Sportdrama Runner von Rob Nilsson eigenverantwortlich als Kameramann arbeitete. Insbesondere die anschließende Zusammenarbeit mit Tim Burton in den Filmen Edward mit den Scherenhänden, Batmans Rückkehr und Ed Wood führte nicht nur dazu, dass Czapsky mehrfach für Filmpreise nominiert, sondern, insbesondere für Ed Wood, auch ausgezeichnet wurde.

## Filmografie (Auswahl)
- 1986: Runner (On the Edge)
- 1988: Der Fall Randall Adams (The Thin Blue Line)
- 1989: Letzte Ausfahrt Brooklyn (Last Exit to Brooklyn)
- 1989: Vampire’s Kiss
- 1990: Chucky 2 – Die Mörderpuppe ist wieder da (Child's Play 2)
- 1990: Edward mit den Scherenhänden (Edward Scissorhands)
- 1990: Flashback
- 1990: Söhne (Sons)
- 1991: Canyon Cop (The Dark Wind)
- 1991: Eine kurze Geschichte der Zeit (A Brief History of Time)
- 1992: Batmans Rückkehr (Batman Returns)
- 1992: Zauberhafte Zeiten (Prelude to a Kiss)
- 1994: Ed Wood
- 1996: Matilda
- 2003: Bulletproof Monk – Der kugelsichere Mönch (Bulletproof Monk)
- 2007: Die Eisprinzen (Blades of Glory)
- 2009: Fighting
- 2012: Safe – Todsicher (Safe)
- 2015: Max

## Auszeichnungen
- für die Beste Kamera von der Los Angeles Film Critics Association im Jahr 1994 für Ed Wood
- für die Beste Kamera von der National Society of Film Critics im Jahr 1995 für Ed Wood
- für die Beste Kamera des New York Film Critics Circle Award im Jahr 1994 für Ed Wood